# 1692 en musique classique
| \| • Retour à la chronologie générale de la musique classique • \| |
| Grèce • Rome • Haut Moyen Âge • VIIIe siècle • IXe siècle • Xe siècle • XIe siècle XIIe siècle • XIIIe siècle • XIVe siècle • XVe siècle • XVIe siècle • XVIIe siècle XVIIIe siècle • XIXe siècle • XXe siècle • XXIe siècle |
| • Retour à la chronologie générale de la musique classique • |

| Années en musique classique : 1689 - 1690 - 1691 - 1692 - 1693 - 1694 - 1695    |
| Décennies en musique classique : 1660 - 1670 - 1680 - 1690 - 1700 - 1710 - 1720 |

## Événements
- Pièces en trio, de Marin Marais.
- The Fairy Queen (la Reine des fées), semi-opéra de Purcell.
- Hail! Bright Cecilia, de Henry Purcell.

## Naissances

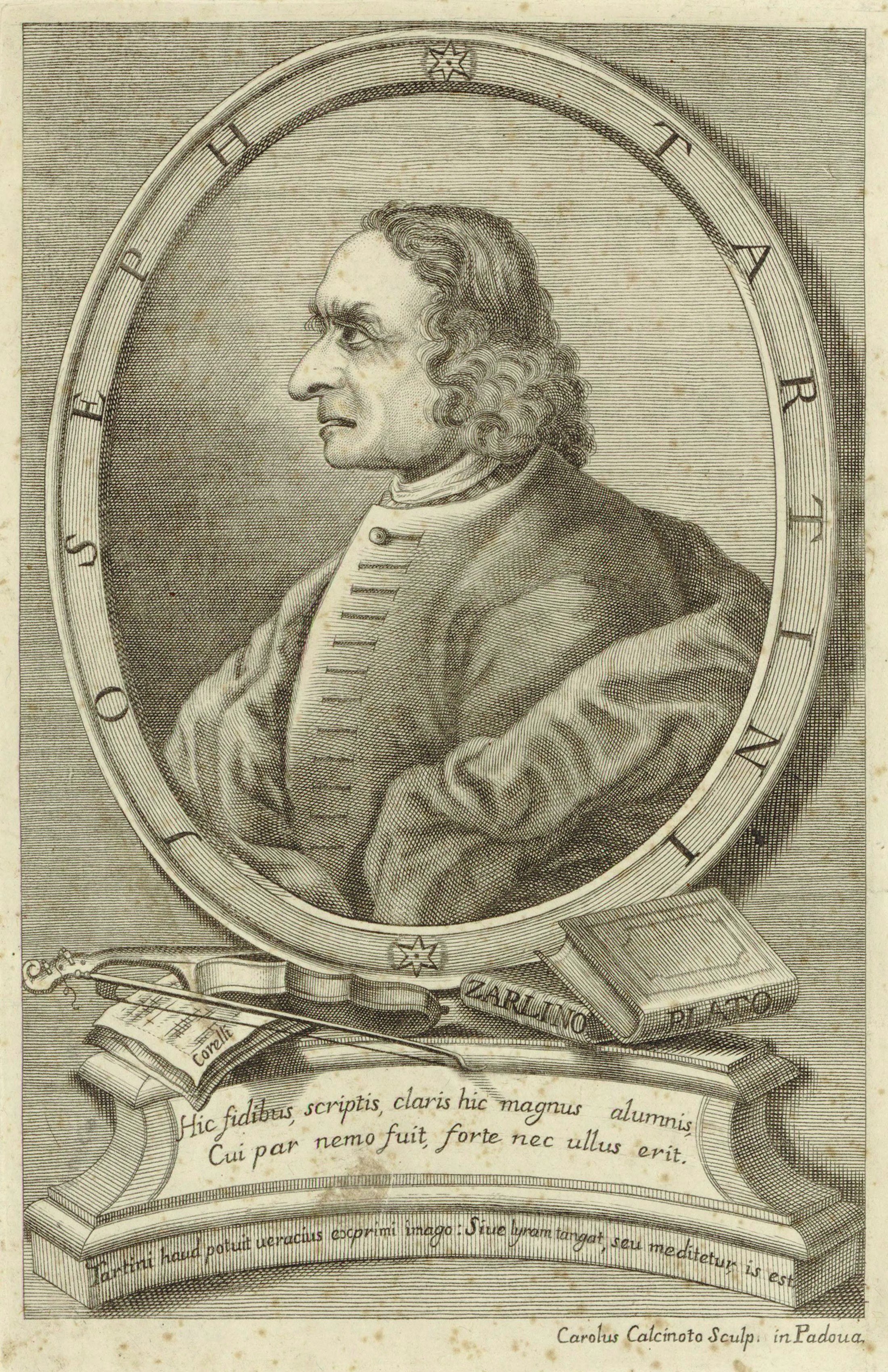
Giuseppe Tartini.

- 8 avril : Giuseppe Tartini, violoniste et compositeur italien († 26 février 1770).
- 28 mai : Geminiano Giacomelli, compositeur italien († 25 janvier 1740).
- 2 novembre : Unico Wilhelm van Wassenaer, diplomate et compositeur néerlandais († 9 novembre 1766).
- 21 novembre : Carlo Innocenzo Frugoni, librettiste et poète italien († 20 décembre 1768).

Date indéterminée :
- Louis Francœur, violoniste et compositeur français († septembre 1745).
- Michele Caballone, compositeur italien († 1740).

## Décès
- 10 juillet : Heinrich Bach, compositeur allemand (° 16 septembre 1615).
- 12 octobre : Giovanni Battista Vitali, compositeur et violoniste italien (° 18 février 1632).
- 14 novembre : Christoph Bernhard, compositeur et théoricien de la musique allemand (° 1er janvier 1628).

Date indéterminée :
- Michelangelo Falvetti, compositeur italien (° 1642).
- Giovanni Buonaventura Viviani, compositeur italien (° 15 juillet 1638).